# Poltrona Frau

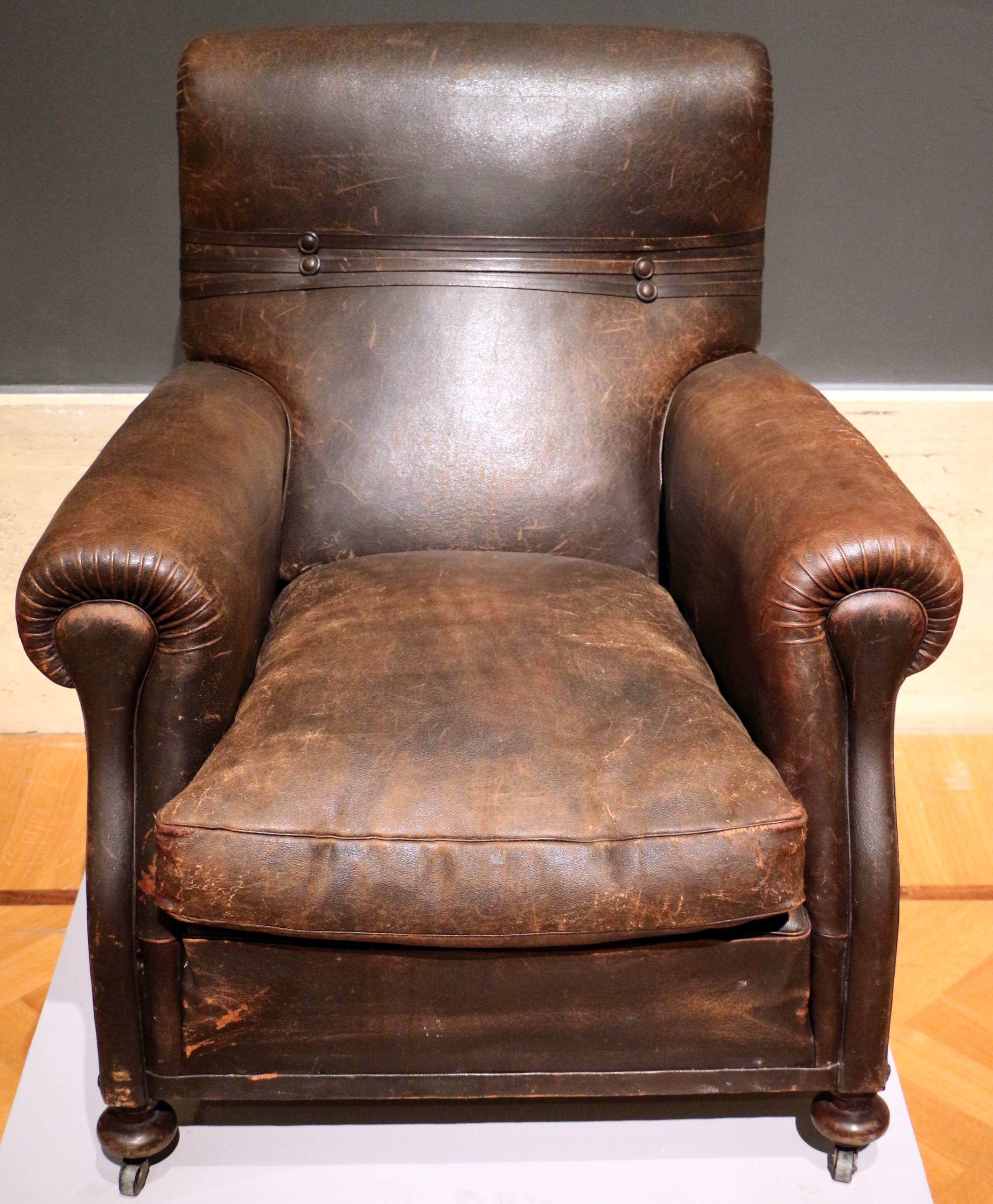
Model 177, 1915

Poltrona Frau S.p.A. är en anrik italiensk möbelfabrikant. Firman startades i Turin år 1912 av Renzo Frau men har sedan 1962 sitt huvudsäte i Tolentino i Italien. Ursprungligen levererades möbler och inredningar till slott, herresäten och dåtidens passagerarfartyg.
Idag tillverkar man fortfarande möbler, men Poltrona Frau är också stora på inredningar till lyxbilar. Man gör bland annat läderinredningar till bilar som Maserati, Ferrari, Bugatti, samt även toppmodeller från BMW, Mini, Fiat, Alfa Romeo och Lancia. Man gör även inredningar till passagerarflygplan. 
År 2004 köpte Poltrona Frau S.p.A. möbeltillverkaren Cappellini i Milano. I gruppen ingår även möbelfirman Gebrueder Thonet Vienna S.p.A., grundat 1849 av Michael Thonet, ett företag som mellan 1880 och 1900 blev kända för sina eleganta kaféstolar, tillverkade av böjträ. Företaget äger även möbelfirman Cassina S.p.A. som grundades 1927. Cassina S.p.A. är det företag som idag, på licens, tillverkar möbler av den välkända designern Le Corbusier.
2014 köper det amerikanska familjeföretaget Haworth upp Poltrona Frau.